# Крузенштернское газоконденсатное месторождение
Крузенштернское газоконденсатное месторождение — месторождение природного газа и газового конденсата, расположенное на территории Ямальского района в Ямало-Ненецком автономном округе Российской Федерации. Месторождение частично выходит на шельф Карского моря. Относится к Западно-Сибирской нефтегазоносной провинции.

## Освоение месторождения
Крузенштернское газоконденсатное месторождение открыто в 1976 году скважиной № 24 Карской геологоразведочной экспедиции «Главтюменьгеологии». Расположено в 460 километрах к северо-северо-востоку от Салехарда и приурочено к локальному поднятию одноимённого названия Нурминско-Александровского нефтегазоносного пояса. Ближайшим населённым пунктом является посёлок Фактория Морды-Яха. На сегодняшний день район экономически не освоен, дороги отсутствуют. Транспортировка грузов производится зимой — по «зимникам», летом — водным путём.
Месторождение относится к объектам федерального значения. В 2008 году лицензию на его разработку на бесконкурсной основе получил «Газпром». Изменения в закон о недрах, согласно которым торги на право пользования участками недр федерального значения могут проводиться исключительно в форме аукциона, были внесены значительно позже — в 2013 году. За передачу месторождения из федерального фонда «Газпром» заплатил 3,7 млрд руб.
Ввод в эксплуатацию Крузенштернского месторождения планируется в 2022—2024 годах, выход на проектную мощность — 33,0 млрд м3 газа — в 2025—2027 годах. Уже пробурена наклонно-направленная разведочнаяскважина с горизонтальным окончанием глубиной по стволу 4886м и 2213м по вертикали на танопчинские отложения (баррем-апт). В период с 2014 по 2016 год планируется пробурить три скважины для изучения этого объекта. Работы осложняются тем, что максимальная глубина воды на территории Крузенштернского месторождения не превышает 5 метров. А технических средств для работы на морском мелководье в условиях Крайнего Севера на сегодняшний день просто не существует. Поэтому Газпром Геологоразведка планирует построить искусственные острова для осуществления поисково-разведочного бурения на морской части Крузенштернского лицензионного участка.

## Геологические характеристики
Месторождение располагается в западной, прибрежной, части полуострова Ямал, на стыке арктической тундры и мелководной части шельфа Карского моря. Относится к классу крупных. По отражённому горизонту «Г» поднятие оконтурено изогипсой — 800 м. Большая часть залежей находится в море. Фундамент не вскрыт. В пределах месторождения выявлены 7 газовых и 4 газоконденсатных залежей пластово-сводового и массивного типов, суммарные запасы которых по категории С1 оцениваются в 965 млрд м³ газа и более чем в 21 млн т конденсата, по С2 — в 710 млрд м³ газа и около 59 млн т конденсата. Коллектором являются песчаники с линзовидными прослоями глин и известняков.
В мелководных районах Карского моря широко развиты грунты, содержащие в своём составе свободный газ. Зоны газонасыщения расположены в диапазоне глубин от берегового уреза до изобат 70—100 м. Наличие в составе донных грунтов свободного газа выражено на временных разрезах сейсмоакустического профилирования в виде зон ухудшения или потери сейсмической корреляции, аномалий типа «яркое пятно» и различных акустических неоднородностей. При бурении инженерно-геологических скважин о наличии в грунтах газа свидетельствуют выбросы газо-водяной смеси, набухание керна при извлечении его из грунтоносов. В границах области распространения газонасыщенных осадков мелководных районов шельфа Карского моря рядом скважин были вскрыты многолетнемёрзлые породы. Географическое совпадение зон развития многолетнемёрзлых пород и газонасыщенных осадков позволяет допускать парагенетическую связь между этими двумя явлениями. Предполагается, что насыщение отложений верхней части разреза свободным газом произошло в результате таяния мёрзлых толщ в ходе трансгрессии современного бассейна.